# Камінь на серці
Камінь на серці (гінді दाग, англ. Daag: A Poem of Love, в дослівному перекладі «Пляма ганьби») — індійський кінофільм режисера Яша Чопра, випущений в прокат 27 квітня 1973 року. Картина заснована на романах Томаса Харді «Мер Кетербриджа» і Гульшана Нанди Maili Chandni. «Камінь на серці» став самим касовим фільмом року й отримав статус «суперхіт». Був представлений на Filmfare Awards в п'яти номінаціях і переміг у двох.
Це був перший фільм Яша Чопра, зроблений під банером його власної компанії Yash Raj Films і перший досвід в якості продюсера. Фільм також був одним з останніх касових хітів «зірки» Раджеша Кханни. У 1978 році фільм був перезнятий мовою телугу під назвою Vichitra Jeevitham.

## У ролях
- Шармила Тагор — Сонія Кохли
- Раджеш Кханна — Суніл Кохли / Судхір
- Ракхі Гулзар — Чандні
- Бебі Стусани — Стусани (дочка Чандні)
- Майстер Раджу (англ.) — Ринку (син Соніі)
- Манмохан Крішна (англ.) — Дииван (батько Чандні)
- Прем Чопра (англ.) — Дхирадж Капур
- Мадан Пурі (англ.) — К. С. Кханна (дядько Соніі, адвокат)
- Ачала Сачдев — Малті Кханна (тітка Соніі)
- Ифтекар (англ.) — інспектор Сінгх
- Кадер Хан — прокурор
- А. К. Хангал (англ.) — прокурор / суддя
- Харі Шівдасані (англ.) — Джагдіш Капур
- Джагдіш Радж — Рам Сінгх (водій)
- Падма Кханна — танцівниця